# La Quadrature du Net
La Quadrature du Net (LQDN) és una associació francesa per la defensa dels drets i les llibertats dels internautes creada l'any 2008 com un grup de pressió i inscrita al registre d'associacions de la República Francesa a partir de 2013. L'associació, amb el temps, ha esdevingut un actor destacat en el món francòfon per tot allò relacionat amb la llibertat d'expressió, els drets d'autor, la gestió del sector de les telecomunicacions, i també el respecte de la vida privada i de les llibertats individuals a Internet. A França, La ferma oposició de l'entitat a les lleis HADOPI i LOPPSI l'ha posicionat com una entitat important del sector. A nivell europeu i internacional, l'associació ha destacat per la seva oposició al tractat ACTA, i més recentment s'ha alçat contra els filtres d'Internet que limiten la llibertat dels internautes i la neutralitat de les xarxes en molts països.
Els objectius bàsics de l'associació són :
- La defensa i el foment d'una concepció d'una xarxa d'internet lliure i oberta. Per l'associació els models d'internet basats en l'accés al coneixement prevalen per damunt d'aquells que fan ús del control i de la censura,
- Donar a conèixer a tots els ciutadans els riscos que corre la societat davant dels processos legislatius en curs que posen en perill les llibertats a Internet i permetre la participació ciutadana a través de debats mitjançant eines diverses (PiPhone, Memopol, etc),
- Aconseguir que el món digital sigui emancipador i que no s'usi mai per vigilar o censurar abusivament la població

## Història
A la primera dècada del segle XXI França inicia diversos projectes legislatius que tendeixen a limitar les llibertats dels usuaris d'internet. En aquest context, els fundadors de la Quadratura del Net critiquen la pròrroga del període de conservació de certes dades personals, l'extensió dels poders del Consell superior de l'audiovisual a Internet, i a més a més, la instauració d'una resposta gradual contra els individus culpables de descàrregues il·lícites.
Els seus fundadors són :
- Philippe Aigrain, informàtic, investigador, empresari, i membre de la Software Freedom Law Center.[5]
- Christophe Espern, ex-delegat a l'associació April i ex-animador de Eucd.info.[6]
- Gérald Sédrati-Dinet, enginyer informàtic, i responsable de patents digitals a April des de 2007.[7]
- Benjamin Sonntag, enginyer de sistemes i xarxes i empresari.[8]
- Jérémie Zimmermann, enginyer-consell independent, i membre del consell d'administració de l'April des de 2004.[9]

El nom de l'associació fa referència a la quadratura del cercle, un problema matemàtic antic insoluble amb el qual els fundadors de l'associació volen establir un paral·lel. Pels seus dirigents resulta : impossible poder controlar eficaçment la circulació de la informació a l'era digital aplicant les lògiques de regulació actuals, sense posar en risc les llibertats, ni frenar el desenvolupament econòmic, social i cultural.
Aquí hi hauria una « incompatibilitat fonamental », que el col·lectiu designa com « Quadratura del Net » per la qual cosa l'associació vol alertar els poders públics
A finals d'abril del 2008 la Quadratura del Net rep el suport oficial de diverses organitzacions no governamentals a França (April, Creative Commons França, Big Brother Awards), a Europa (Open rights group), i a l'escala internacional (Electronic Frontier Foundation, Privacy Internacional, la Open Society Institute)

De 2008 a 2010 La Quadratura del Net pren embranzida, sobretot durant els debats de la llei Creació i Internet. La premsa especialitzada però també la premsa generalista nacional es fan ressò de les opinions de l'Associació, crítica amb les restriccions de drets dels internautes. La seva acció resulta prou visible perquè al març 2009 el gabinet del Ministeri de Cultura, responsable del projecte de llei HADOPI, menciona específicament l'organització, tractant-los de quadre frikis que envien correus des d'un garatge. 

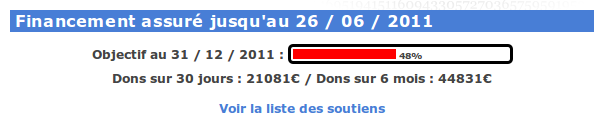
A partir de 2010 un gràfic permet visualitzar l'estat del finançament del col·lectiu. Aquí, gràfic del 23/04/11

El 21 de gener de 2010, dos anys després de la seva creació, el col·lectiu manifesta una certa fragilitat. Benjamin Bayart, president de l'associació FDN, que finança La Quadratura del Net, assenyala que les dificultats financeres recurrents de l'organització podrien portar-lo a abandonar el projecte.
A inicis del 2013, l'entitat esdevé una associació de ple dret, amb un nou col·legi dit « d'orientació estratègica », constituït per una part dels membres fundadors i també per nous membres : Benjamin Bayart, Lionel Maurel i Félix Tréguer, antic responsable d'afers jurídics en el si de l'associació (2009-2012).

## Objectius
Creada com a resposta a projectes legislatius titllats de perillosos, La Quadratura del Net persegueix diversos objectius :.॥॥
- Defensar els drets i llibertats dels ciutadans a Internet, oposant-se als projectes jurídics que els amenacen.

- Mantenir i promoure un Internet « lliure i obert ».

- Informar i mobilitzar sobre els projectes que posen en perill les llibertats i l'estructura històrica de la xarxa.[15]

Aquesta tasca de sensibilització complementa amb una incitació a la mobilització individual de cada internauta. El col·lectiu proporciona eines que volen facilitar el contacte amb els parlamentaris francesos i europeus; posa igualment a disposició dels internautes informació sobre els vots i les opinions dels parlamentaris que es posicionen en relació amb el món digital.
- Proposar alternatives a les solucions promogudes pels legisladors, quan aquestes semblen inadequades o perilloses.

## Finançament i organització

### Finançament
En l'absència d'estructura jurídica pròpia abans del 2013, La Quadratura del Net no disposava d'una gestió directa de les seves finances. Per a aquest fet, ha rebut el suport del Fons de Defensa de la Neutralitat del Net (abreujat FDNN o FDN2).
El Fons de Defensa de la Neutralitat del Net (FDN2) no és una associació autònoma És estatutàriament associada a la French Va Datar Network (FDN), un proveïdor d'accés a Internet associatiu i militant.
Durant el període 2008-2012, La Quadratura del Net ha estat finançada per donatius i una contribució de la Open Society Institute (OSI). Primer essencialment sostinguda per la Open Society, La Quadratura del Net s'ha obert als donatius per l'intermediari de FDN2. A finals de 2010 es posa en marxa un sistema de donatius recurrents. El  finançament per donatius individuals representa la meitat del pressupost total de la Quadratura.

## Accions
Anunciat l'any 2007, alguns mesos abans de la creació de la Quadratura, l'Acord comercial anti-falsificació (Anti-Counterfeiting Trade Agreement o ACTA) esdevé una de les preocupacions majors del col·lectiu. A finals del 2009, La Quadratura del Net s'adreça diverses vegades als responsables polítics francesos i internacionals per comprometre'ls a rebutjar el text [réf. desitjada]. A inicis del 2010, l'associació senyala l'absència de transparència de l'acord comercial ACTA i el seu caràcter controvertit. A finals de març del mateix any, La Quadratura del Net publica el text consolidat de l'acord ACTA, que obté gràcies a una filtració.
Després de l'abandó de la llei ACTA, l'Associació alerta contra el CETA, projecte d'acord comercial entre Canadà i la Unió Europea.

### Ciutats intel·ligents
Al setembre 2019, La Quadratura del Net engega una campanya amb la Lliga dels drets de l'home contra l'ús de les tecnologies de la informació per controlar les ciutats. Aquesta campanya anomenada Technopolice, posa a disposició una sèrie d'eines: un fòrum, una base de dades i una guia pels internautes
En el marc d'aquesta campanya, l'associació ha presentat diversos recursos contenciosos administratius contra dels projectes d'utilització del reconeixement facial.